# المعامر
المعامر هي مقاطعة عراقية رقمها 5 في ناحية البحار، في قضاء الفاو في محافظة البصرة جنوب العراق.

## التأسيس
المعامر في لواء البصرة، كان اسمها مقاطعة الدكاك، يملكها راشد السعدون فعرضها للضمان فمضن حاصلاتها يوسف الخليفة أحد شيوخ الدواسر بالبصرة، وعمّرها يوسف فصار اسمها المعامر في سنة 1226 الهجرية، ويقال لها تعامير راشد، ثم أهدى راشد السعدون أرضه لمريم زوجة ابن صباح شيخ الكويت لقيامها بضيافته لمّا نزل بأرضهم مجتازاً، وكان زوجها غائباً فقامت بضيافة راشد السعدون حسب عادة العرب فكافأها على حسن صنيعها بأرض المعامر.
وكان للشيخ عبد الله فالح السعدون ملكٌ  بالمعامر، حجزه الاحتلال الإنكليزي في 7 نيسان سنة 1917.

## رصيف كمرك المعامر
في 2 تموز سنة 1979 صدر تعيين موقع ميناء رصيف (المعامر) في محافظة البصرة، والمعين ميناءا بحريا كمركيا ومركزا كمركيا، بموجب البيان رقم (6) لسنة 1979، لرسو السفن التي تحمل الغاز السائل والبضائع المتنوعة مكانا، يجب ان تقف فيه المركبات او المسافرين لاجل الفحص والتفتيش من قبل موظفي الكمارك وتسليم المنافيستات .